# Коста, Диего
Дие́го да Си́лва Ко́ста (порт.-браз. и исп. Diego da Silva Costa; португальское произношение: [ˈdʒjeɡu dɐ ˈsiwvɐ ˈkɔstɐ]; испанское произношение: [ˈdjeɣo ða ˈsilβa ˈkosta]; род. 7 октября 1988, Лагарту, Сержипи), или же просто Дие́го Ко́ста (порт.-браз. и исп. Diego Costa) — испанский и бразильский футболист, нападающий. Известный своим вспыльчивым характером, Коста подвергался критике и наказанию за несколько стычек с соперниками.
Начал свою футбольную карьеру в родной Бразилии, а в 2006 году в возрасте 17 лет перешёл в португальский клуб «Брага». Он никогда не играл за клуб, но провёл время в аренде в «Пенафиеле», а в следующем году подписал контракт с «Атлетико Мадрид». В течение следующих двух сезонов он выступал за «Брагу», «Сельту» и «Альбасете». Благодаря своей форме в 2009 году он перешёл в клуб Ла Лиги «Реал Вальядолид», где провёл один сезон, став лучшим бомбардиром, а затем вернулся в «Атлетико Мадрид». Коста не смог регулярно выходить в стартовом составе «Атлетико» и провёл ещё одно время в аренде, на этот раз в «Райо Вальекано», где он стал лучшим бомбардиром клуба в том сезоне.
В 2011 году вернулся в «Атлетико» с более важной ролью. Он расцвёл как бомбардир и помог команде выиграть титул чемпиона Ла Лиги, Кубок Испании и Суперкубок УЕФА. Его выступления привлекли внимание нескольких крупных клубов, и в 2014 году перешёл в клуб Премьер-лиги «Челси», сумма сделки составила 35 миллионов евро (32 миллиона фунтов стерлингов). В Лондоне выиграл три трофея, включая два титула Премьер-лиги и Кубок лиги. В 2018 году после ссоры с главным тренером Антонио Конте вернулся в мадридский «Атлетико», совершив рекордный для клуба трансфер на сумму 56 млн евро, где выиграл титул чемпиона Лиги Европы УЕФА и ещё один Суперкубок УЕФА.
Имеет двойное гражданство — Бразилии и Испании. В 2013 году он дважды сыграл за сборную Бразилии, после чего заявил о своём желании представлять Испанию, получив испанское гражданство в сентябре того же года. Он дебютировал за сборную Испании в марте 2014 года и с тех пор сыграл 24 матча и забил 10 голов, а также представлял Испанию на чемпионатах мира 2014 и 2018 годов.

## Ранние годы
Диего Коста родился 7 октября 1988 года в небольшом городе Лагарту в северо-восточном бразильском штате Сержипи, в семье Хосе Хесуса Силвы и Жозилейды. Отец назвал его в честь аргентинского футболиста Диего Марадоны, несмотря на соперничество между двумя странами, а старший брат назван Жаиром в честь бразильского игрока Жаирзиньо. Несмотря на то, что Коста регулярно играл в уличный футбол, в детстве он не верил, что станет профессионалом, отчасти из-за отдаленности родного города. С тех пор он открыл футбольную академию в своём родном городе, где оплачивает все расходы. Диего Коста — болельщик «Палмейраса».
Коста безуспешно пробовался в своей родной команде «Атлетико Лагартенсе». В возрасте 15 лет он покинул Сержипи и переехал в Сан-Паулу, чтобы работать в магазине своего дяди Жарминьо. Хотя Жарминьо никогда не был профессионалом, у него были связи в футболе, и он рекомендовал своего племянника в «Барселону Эспортиво Капелу», команду с юга города, созданную как альтернатива наркотикам и бандам для молодёжи из фавел. До прихода в эту команду его никогда не тренировали в футболе. В клубе он стал профессионалом, зарабатывая около 100 фунтов стерлингов в месяц, и участвовал в турнире Кубка Сан-Паулу среди юношей до 18 лет, несмотря на четырёхмесячный запрет за пощечину сопернику и неуважение к судье. Хотя он был удалён в первой игре турнира, он привлёк внимание известного португальского агента Жорже Мендеша, который предложил ему контракт с «Брагой». Отец Косты опасался отправлять сына в Европу и предложил ему вместо этого подписать контракт с близлежащим клубом «Сан-Каэтано», но тот твёрдо решил, что воспользуется этой возможностью.
Жаир играл в одной команде с Диего, был более стройным и техничным игроком, но менее собранным; их часто не выпускали на поле одновременно, чтобы избежать споров. Он так и не стал профессионалом, но прошёл трёхмесячный просмотр в баскском клубе «Сальватьерра».

## Клубная карьера

### Начало карьеры
В январе 2006 года был на просмотре в московском «Динамо», где смог в матче дублирующего состава забил 3 гола за 10 минут. Был взят на сбор первой команды в Испанию. Но когда во время одного из матчей главный тренер клуба Юрий Сёмин, захотевший выпустить футболиста на поле, увидел, что тот без щитков, сразу отказался от дальнейшего просмотра нападающего. Сам Сёмин этой истории не помнит. В феврале того же года Диего Коста подписал контракт со своим первым европейским клубом, португальской командой «Брага». Сначала он боролся с одиночеством и сравнительно холодной погодой на севере Португалии. Не имея возможности играть из-за отсутствия в клубе молодёжной команды, летом он был отдан в аренду во второй дивизион в клуб «Пенафиел», которым руководил бывший игрок сборной Португалии Руй Бенту, желавший заполучить «необработанный алмаз».
Этот парень – настоящая заноза в заднице. Чем раньше ты отправишь его в аренду и избавишь меня от этой головной боли, тем лучше.
В декабре 2006 года благодаря своим переговорам с испанским «Атлетико Мадрид», Мендеш организовал трансфер Косты за 1,5 миллиона евро и 50 % прав на игрока, но он оставался в аренде в «Браге» до конца сезона. «Атлетико» отбил интерес к Диего со стороны «Порту» и «Рекреативо», при этом директор Хесус Гарсия Питарч признал, что платить столько за неопытного игрока было рискованно. В январе 2007 года после 5 голов в 13 матчах за «Пенафиел» он был отозван в «Брагу». 23 февраля он вышел на замену на 71-й минуте вместо Зе Карлоса и забил свой первый гол за команду, забив на последней минуте в матче с «Пармой» (1:0) и выйдя в 1/8 финала Кубка УЕФА с общим счётом 2:0. Его сезон закончился после семи игр из-за травмы плюсневой кости, которая вывела его из строя на шесть месяцев.
10 июля 2007 года Диего Коста был представлен президентом «Атлетико Мадрид» Энрике Сересо как «новый Кака». Хотя скаут Хавьер Эрнандес хотел, чтобы он вернулся в форму в резерве клуба, Гарсия Питарч вместо этого предложил отдать Косту в аренду немедленно. Он дебютировал 11 августа в турнире «Сьюдад де Виго» против «Сельты», заменив Симан в перерыве в победе в серии пенальти.

### Аренды в «Сельту» и «Альбасете»
Позже в том же месяце Диего Коста и Марио Суарес были отданы в аренду на сезон в команду второго дивизиона «Сельту», и Коста стал постоянным игроком состава, которой руководил бывший обладатель «Золотого мяча» Христо Стоичков. В своём седьмом матче в чемпионате он забил свой первый гол в испанском футболе в доминирующей домашней победе над «Хересом»; после забитого мяча он начал «дурачиться с ним», вызвав потасовку, в результате которой был удалён. Впоследствии Коста был снят с выездной игры «Сельты» против того же соперника. Это событие вызвало гнев Стоичкова, который неожиданно покинул свой пост. В середине сезона он был вовлечён ещё в два конфликта: он ударил защитника «Малаги» Велигтона по голове, нанеся травму, на которую пришлось накладывать медицинские швы, и был удалён в матче против «Севильи Атлетико» за ныряние и неуважение, оставив свою команду бороться за ничью без него. Верный партнёр Квинси Овусу-Абейе по нападению, несмотря на то, что они не находили общего языка, он был убран из состава ради киприота Янниса Оккаса. 23 марта 2008 года Коста забил оба гола «Сельты» в победе над «Нумансией» (2:1), последний — после продолжительного дриблинга; но позже в кампании он был удалён в матче против «Тенерифе» на «Балаидос», после чего «Сельта» упустила победу 2:0, добившись только ничьей 2:2. Команда едва избежала вылета, а игрок заработал репутацию разрушителя.
Несмотря на то, что нападающий заслужил плохую репутацию своим поведением, после аренды в «Сельте» к нему проявляли интерес «Саламанка», «Химнастик» и «Малага»; Гарсия Питарч исключил любые предложения со стороны последних, опасаясь, как Коста поведет себя на Коста-дель-Соль. После участия в предсезонном турне «Атлетико» по Мексике, 22 августа 2008 года он подписал контракт на аренду в «Альбасете», также выступающий во втором дивизионе, подписав контракт, по которому гонорар будет снижаться в зависимости от количества игр. Сначала он угрожал расторгнуть соглашение с командой из Кастилии-Ла-Манчи, ссылаясь на качество своих товарищей по команде и отсутствие пляжа в городе. Через девять дней после подписания контракта он забил поздний гол в победе над резервистами «Севильи» (2:1) на стадионе «Карлос Бельмонте». Во время аренды Косты «заводной сыр» испытывал финансовые проблемы, угрожая забастовкой, если его неигровой персонал не получит полную зарплату. 13 декабря в домашней игре против «Реал Сосьедада» он был оставлен на скамейке запасных тренером Хуаном Игнасио Мартинесом в качестве наказания за ссору с вратарем Хонатаном, но вышел на замену и забил ещё один поздний гол.
Коста был известен своим поведением на поле и вне его во время игры в «Альбасете». Он был удалён в матче с «Тенерифе», после чего оскорбил мать судьи и вступил в перепалку со своими соперниками. Он разыгрывал своих товарищей по команде и работодателей, заслужив прозвище «этот чёртов бразилец». Тем не менее, он был центральной фигурой, когда 2 мая 2009 года команда избежала понижения в классе, дважды ассистировав в победе над «Райо Вальекано» (3:0), несмотря на промах с пенальти.

### «Реал Вальядолид»

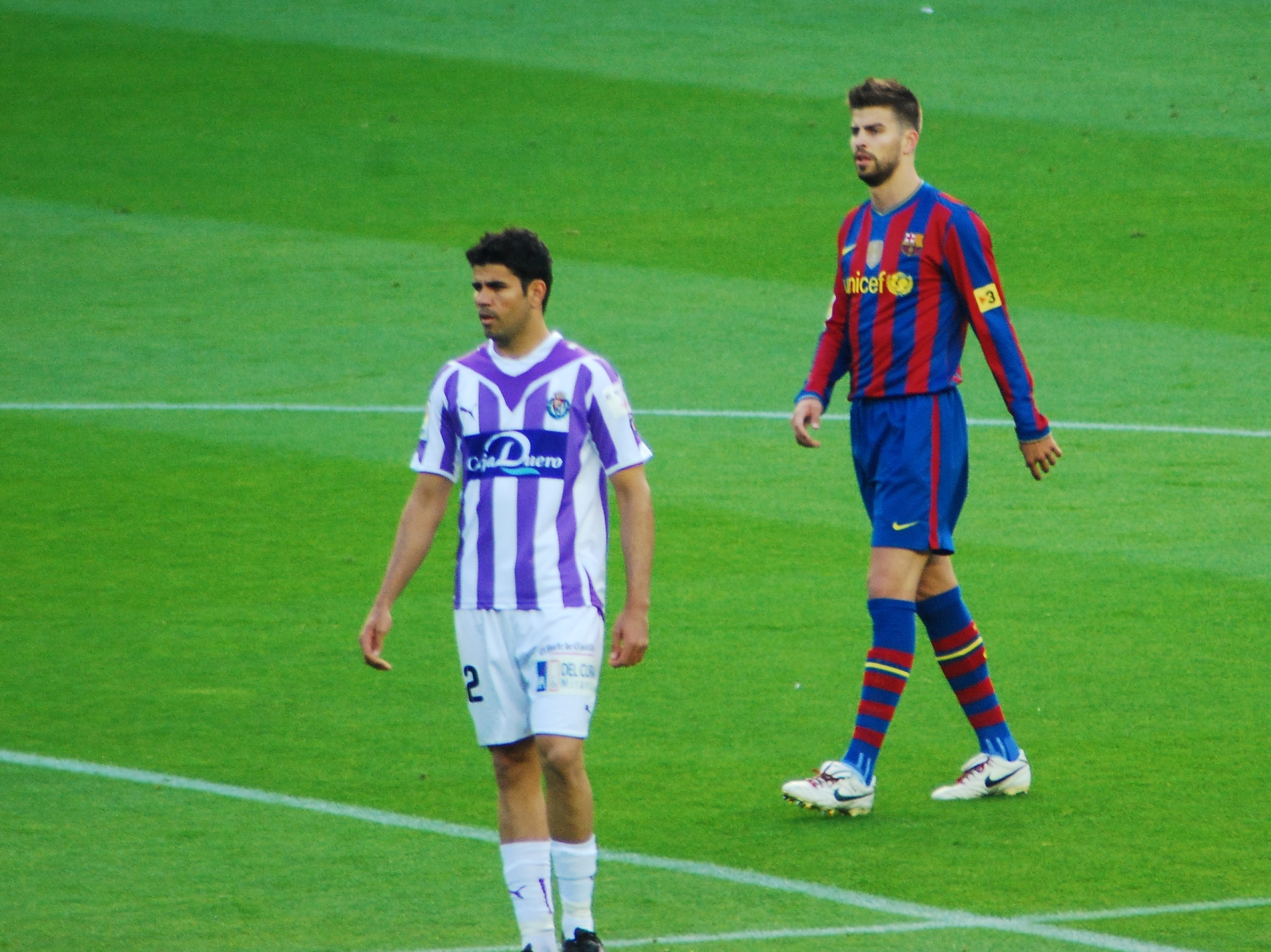
Диего Коста рядом с Жераром Пике во время выездного матча «Реал Вальядолид» против «Барселоны» в мае 2010 года

Летом 2009 года Коста был желаем «Барселоной» для своей резервной команды, и «Атлетико» отклонил это предложение, сославшись на то, что он остаётся в их планах. Разочарованный отсутствием игрового времени, Коста, однако, теперь уже с лишним весом, поссорился со своим руководством и попытался договориться о переходе в бразильский клуб «Витория».
8 июля 2009 года он был продан в «Реал Вальядолид» как часть сделки, в результате которой вратарь Серхио Асенхо был отправлен в противоположном направлении. Трансфер включал опцию выкупа за 1 миллион евро, которую «Атлетико» мог активировать в конце сезона. Гарсия Питарч признался, что была устная договоренность о том, что Коста обязательно вернётся в конце сезона, и что сделка выглядела постоянной, чтобы дать игроку больше обязательств перед своим новым клубом.
Вначале у Косты была конкуренция со стороны Альберто Буэно и Манушу, подписанных из «мадридского Реала» и «Манчестер Юнайтед» соответственно; с последним, выходцем из Анголы, он в конце концов завязал дружбу,. Он хорошо начал карьеру в Кастилии-Леоне, забив 6 голов в первых 12 матчах, но за последующие пять с половиной месяцев забил лишь один раз, так как сезон в итоге закончился вылетом из Ла Лиги. 24 марта 2010 года он был удалён в безголевой ничьей с «Эспаньолом» за удар Дидака Вилы в первом тайме.

### «Атлетико Мадрид»

#### 2010—2013
В июне 2010 года Диего Коста вернулся к «матрасникам», первоначально в качестве запасного игрока для Серхио Агуэро и Диего Форлана — «Атлетико» также заплатил нераскрытую сумму «Браге», чтобы купить все остаточные 30 % экономических прав (первой также пришлось заплатить более 833 000 евро в качестве агентского вознаграждения «Жестифуте»). Он был неиспользованной заменой, когда 27 августа «Атлетико» выиграл Суперкубок УЕФА 2010 года.

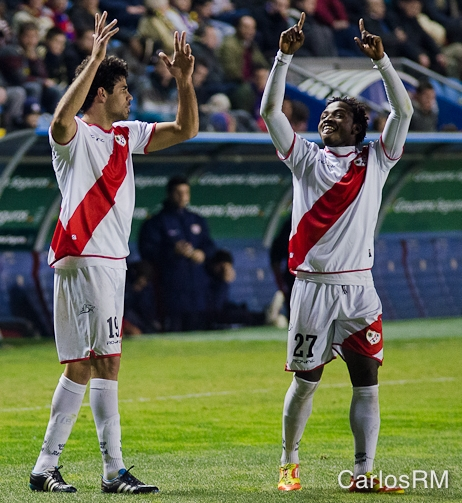
Диего Коста находящийся в аренде в «Райо Вальекано» празднует с бомбардиром Альхассаном Бангурой в матче против «Леванте», 19 февраля 2012 года

26 сентября, когда травмированный Агуэро находился на скамейке запасных, Коста забил единственный гол в домашнем матче против «Реал Сарагосы». 3 апреля следующего года, уже в качестве основного игрока после того, как главный тренер Кике Санчес Флорес убрал Форлана с его позиции, Коста забил все голы своей команды в победе над «Осасуной» (3:2).
В июле 2011 года во время предсезонной подготовки «Атлетико» Диего получил серьёзную травму колена и пропустил большую часть сезона. Из-за травмы он не смог пройти медобследование в турецком клубе «Бешикташ», уже дав согласие на переход. 23 января 2012 года он был отдан в аренду до июня в клуб «Райо Вальекано»; он забил четыре гола в своих первых трёх играх, включая два в гостевом матче с «Леванте» (5:3), и в итоге завершил аренду с 10 голами в 16 матчах.
1 сентября 2012 года во второй раз в своей карьере оказался неиспользованной заменой, когда «Атлетико» выиграл Суперкубок УЕФА. В декабре того же года Коста был вовлечён в несколько стычек на поле в двух разных матчах. В первом из них, в мадридском дерби против «Реала» (0:2), он избежал дисциплинарных санкций после инцидента с плевком между ним и Серхио Рамосом. В следующей игре против пльзеньской «Виктории» в Лиге Европы он был удалён за удар головой соперника Давида Лимберского, и УЕФА наложил на него четырёхматчевую дисквалификацию. Однако это не помешало тренеру Диего Симеоне продолжать выпускать его на поле, и он ответил тремя голами в двух домашних матчах — против «Депортиво Ла-Корунья» в чемпионате (6:0) и «Хетафе» в Кубке Испании (3:0).
После полуфинала Кубка Испании против «Севильи» нападающий довёл количество своих голов в турнирах до семи в стольких же матчах, забив трижды в ничьих. В первом матче он забил два пенальти в победе со счётом 2:1, а во втором на стадионе «Рамон Санчес Писхуан» забил один гол после индивидуальной попытки и ассистировал Радамелю Фалькао в другом, а также участвовал в инцидентах, в результате которых два игрока соперника — Гари Медель и Жоффре Кондогбья — были удалены при ничьей 2:2.
17 мая 2013 года забил сравняющий гол «Атлетико» в финале Кубка Испании против городского соперника мадридского «Реала», способствуя победе со счётом 2:1 — первой за 25 матчей в серии, продолжающейся с 1999 года, и десятой победе в турнире, подтвержденной ударом Миранды в дополнительное время. Он и его соперник Криштиану Роналду вышли на матч в статусе лучших бомбардиров турнира, и таким образом восьмой гол Косты сделал его лучшим бомбардиром.

#### Сезон 2013/14

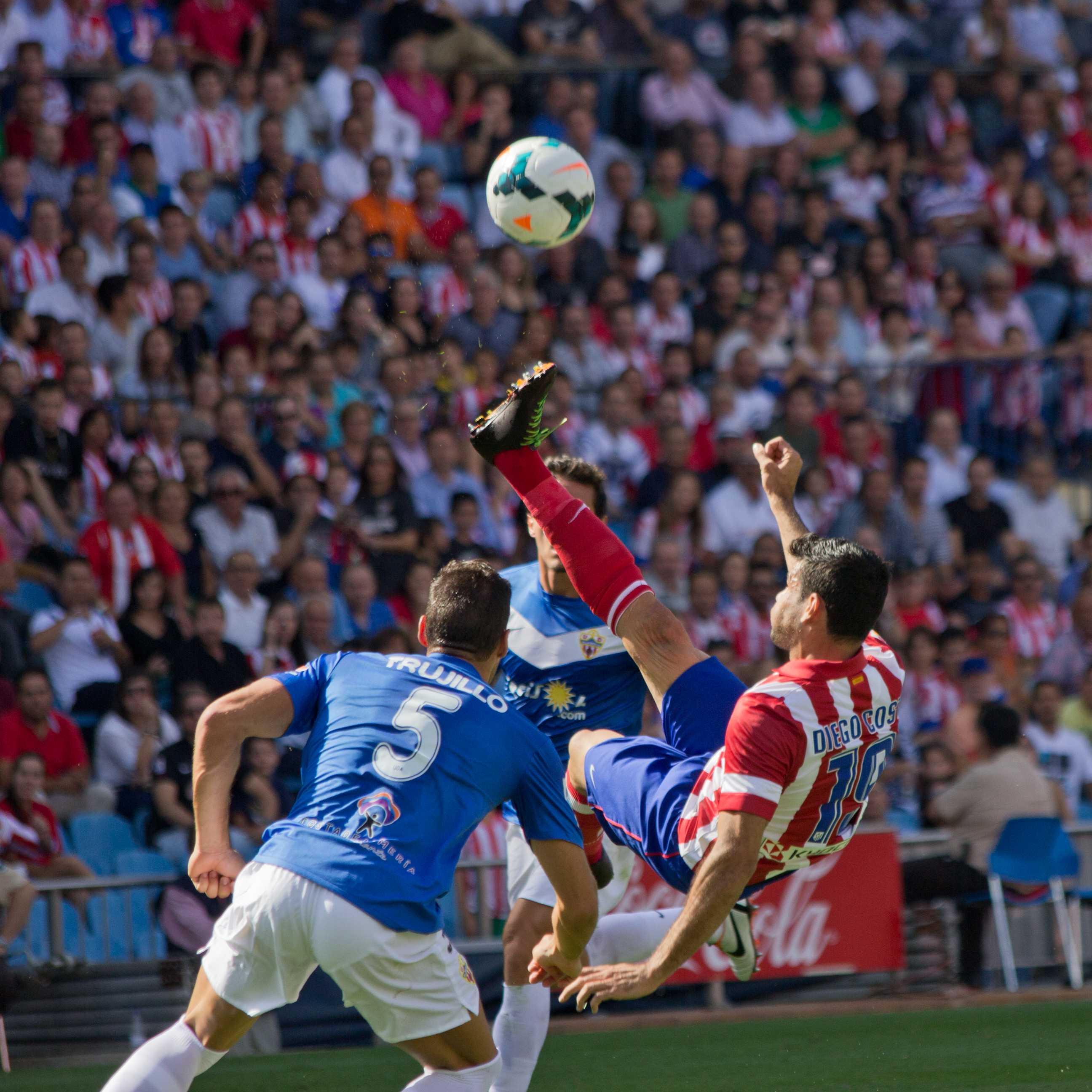
Диего Коста наносит удар через себя в матче против «Альмерии», 14 сентября 2013 года

В августе 2013 года Косту активно сватали в «Ливерпуль», который якобы согласовал его условия трансфера в размере 25 миллионов евро и предложил ему зарплату в три раза больше, чем он получал в «Атлетико». Однако, игрок решил остаться в клубе и продлил контракт до 2018 года, удвоив при этом свою зарплату; через несколько дней после этого, 19 августа в первом матче нового сезона, он забил дубль в победе над «Севильей» со счётом 3:1.
24 сентября забил оба гола в домашней победе над «Осасуной» (2:1) и помог своей команде сравняться по очкам с лидером чемпионата «Барселоной» по итогам шести матчей. Четыре дня спустя, в мадридском дерби, он забил единственный гол в матче и одержал вторую победу над «Реалом» на «Сантьяго Бернабеу» менее чем за пять месяцев. За свои выступления он был признан лучшим игроком месяца в Ла Лиге за сентябрь 2013 года. 7 октября к своему 25-летию он забил десять голов в восьми матчах лиги, сравнявшись с показателем предыдущего сезона. Все эти матчи были выиграны «Атлетико», установив новый рекорд лучшего начала сезона. 23 ноября 2013 года забил гол головой с передачи Габи в победе над «Хетафе»; этот гол был номинирован на премию ФИФА имени Пушкаша.
22 октября 2013 года Коста отметил свой дебют в Лиге чемпионов двумя голами в матче против венской «Аустрии» (3:0), первый из которых был забит после прекрасной индивидуальной работы в выездной победе на групповом этапе. 19 февраля 2014 года в первом матче плей-офф он забил единственный гол в ворота «Милана» за семь минут до конца встречи после углового удара Габи; во втором матче он добавил ещё два гола и помог «Атлетико» победить со счётом 4:1, что позволило им выйти в четвертьфинал впервые за 17 лет.
30 апреля 2014 года Коста заработал и реализовал пенальти во втором матче полуфинала Лиги чемпионов против «Челси», в результате чего «Атлетико» победил 3:1 на «Стэмфорд Бридж» и вышел в финал впервые с 1974 года. Он завершил сезон с 27 голами, став третьим лучшим бомбардиром лиги, а команда выиграла титул впервые с 1996 года, но он был заменён после 16 минут последнего матча сезона против «Барселоны» из-за травмы подколенного сухожилия. «Атлетико» попытался вылечить эту травму перед предстоящим финалом Лиги чемпионов против «Реала», отправив его в Белград для лечения с помощью лошадиной плаценты, и он был включён в стартовый состав на решающий матч. Однако покинул поле через восемь минут в конечном итоге проиграв со счётом 1:4; главный тренер Диего Симеоне позже признал личную ошибку, выбрав игрока в стартовый состав на финал, несмотря на его недавнюю травму. Коста забил восемь голов во время Лиги чемпионов, сравняв рекорд Вава с 1959 года по количеству голов, забитых игроком «Атлетико» за сезон, и за всю свою карьеру вошёл в десятку лучших игроков испанской команды по среднему количеству голов. На церемонии награждения LFP в этом сезоне он был номинирован на звание лучшего нападающего лиги, проиграв Криштиану Роналду.

### «Челси»
Пройдя медицинский осмотр в июне, 1 июля 2014 года «Челси» объявил, что согласился выполнить условие контракта Диего Косты о выкупе за 32 миллиона фунтов стерлингов. 15 июля английский клуб подтвердил завершение подписания контракта с игроком, который подписал пятилетний контракт с зарплатой 150 000 фунтов стерлингов в неделю. При подписании контракта Коста сказал: «Я счастлив попасть в „Челси“. Все знают, что это большой клуб в очень сильном чемпионате. С нетерпением жду возможности поиграть в Англии с великолепными тренером и товарищами по команде. В прошлом сезоне я встречался с „Челси“ и отлично представляю себе уровень команды, в которую перехожу». После ухода бывшего нападающего «Челси» Демба Ба, Коста унаследовал его футболку с номером 19, под которым он играл на чемпионате мира 2014 года за сборную Испании и ранее в «Атлетико».

#### Сезон 2014/15
27 июля Диего Коста забил в своём дебюте в составе «Челси», получив мяч от Сеска Фабрегаса в товарищеском матче против словенского клуба «Олимпия» (2:1). 18 августа его первый официальный матч был первой игрой «Челси» в сезоне лиги, в гостях у «Бернли», когда он забил гол, сравняв счёт в победе команды со счётом 3:1. 30 августа он забил в своём третьем матче подряд, первый и последний голы в победе над «Эвертоном» (6:3), причём первый гол был забит через 35 секунд. За август 2014 года Коста был удостоен награды «Игрок месяца Премьер-лиги». Свой первый хет-трик в Премьер-лиге он оформил в четвёртой игре сезона против «Суонси Сити», когда «Челси» продолжил свой идеальный старт сезона победой со счётом 4:2. С семью голами он стал рекордсменом по количеству голов в первых четырёх матчах Премьер-лиги, превзойдя показатели в шесть голов Серхио Агуэро и Микки Куинна. Несмотря на свою форму в начале сезона, Коста страдал от повторяющейся проблемы с подколенным сухожилием, которая ограничивала его участие в тренировках; главный тренер Жозе Моуринью сказал, что оно не восстановится до середины ноября.

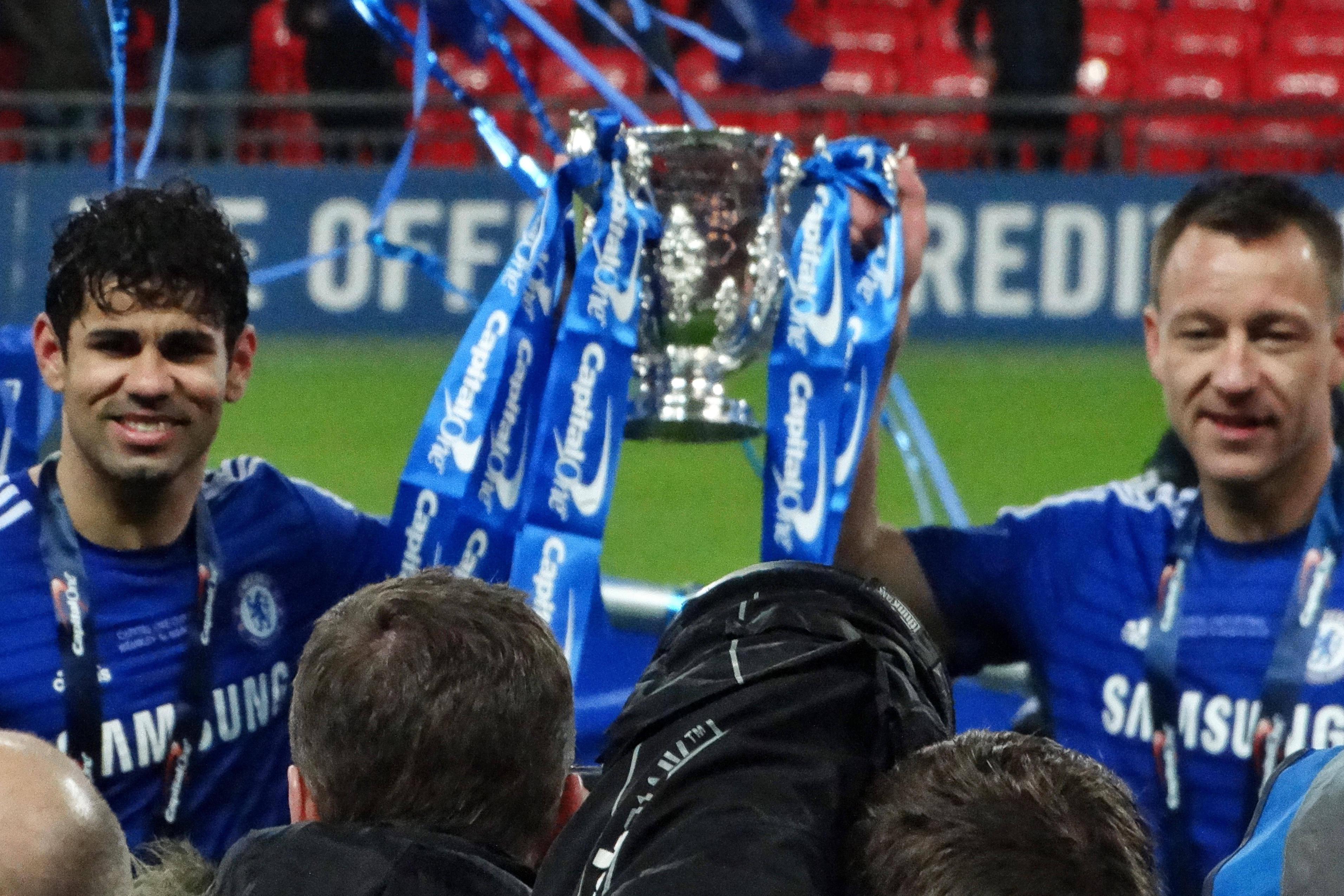
Авторы голов Коста и Джон Терри празднуют победу «Челси» в финале Кубка лиги 2015 года

8 ноября Диего Коста забил свой десятый гол в сезоне, обеспечив «пенсионерам» победу в гостях у «Ливерпуля» (2:1), сохранив непобедимый старт сезона. В январе Коста был обвинён Футбольной ассоциацией Англии в связи с наступанием бутсой на ногу Эмре Джана во время победы «Челси» над «Ливерпулем» в полуфинале Кубка лиги, и получил трёхматчевую дисквалификацию. 1 марта выиграл свой первый трофей за «Челси», когда они победили «Тоттенхэм Хотспур» со счётом 2:0 и выиграли Кубок лиги на стадионе «Уэмбли»; он забил второй гол в игре.
26 апреля Коста был выбран одним из двух нападающих в команду года по версии ПФА наряду с игроком «Тоттенхэма» Гарри Кейном. Пять партнёров Диего по команде «Челси» также попали в список. 3 мая из-за травмы он должен был пропустить остаток сезона, в котором «синие» выиграли чемпионат со счётом 1:0 у «Кристал Пэлас». Однако он принял участие в последнем матче сезона 24 числа, заменив травмированного Дидье Дрогба после получаса игры против «Сандерленда». Через семь минут он забил свой 20-й гол в чемпионате, сравняв счёт с пенальти в домашней победе со счётом 3:1.
Когда появились сообщения о том, что Коста хочет покинуть «Челси», 2 июня 2015 года Диего подтвердил после послесезонного турне «синих», что у него нет желания покидать Лондон, сказав: «Первый сезон, когда идёт адаптация, всегда немного сложнее, но у меня нет оснований покидать клуб. Мне нравится тут, меня любят фанаты, я хочу остаться. Перейти в новый клуб и в первом же сезоне [в „Челси“] завоевать два трофея — невероятный успех (Премьер-лигу и Кубок лиги). Надеюсь, в следующем сезоне у нас получится выиграть больше».

#### Сезон 2015/16
Из-за травмы Диего Коста пропустил матч Суперкубка Англии 2015 года, который «Челси» проиграл «Арсеналу» (0:1). 23 августа он забил свой первый гол в сезоне в матче с «Вест Бромвич Альбион» (3:2), который стал первой победой «Челси» в компании. 16 сентября он забил свой первый гол в Лиге чемпионов за команду, нанеся удар после навеса Сеска Фабрегаса в матче с «Маккаби» из Тель-Авива (4:0).

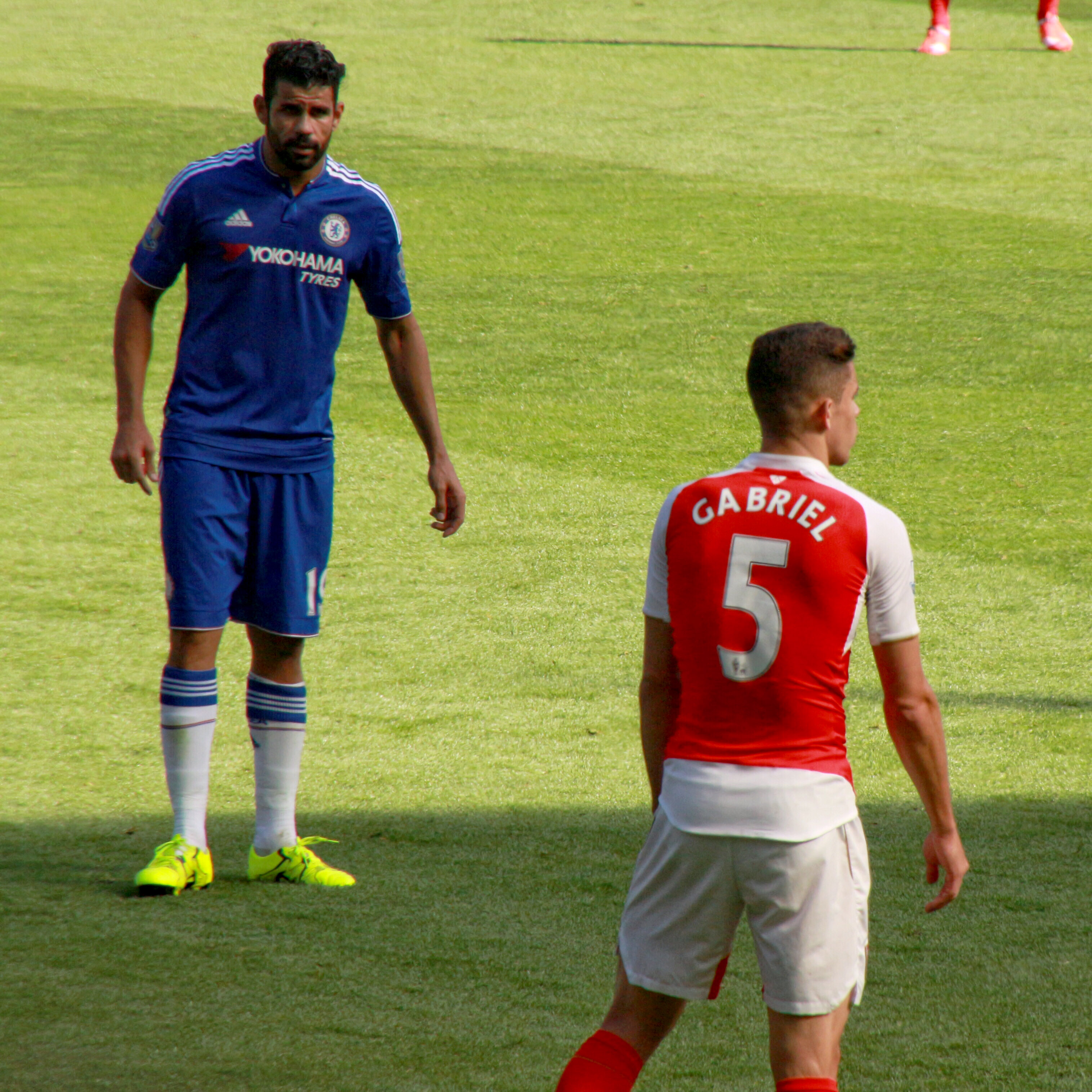
Коста смотрит на Габриэля. Последний получил красную карточку, которая впоследствии была отменена, а первый был обвинён в агрессивном поведении

Три дня спустя Коста был вовлечён в спорную ситуацию во время домашней победы над «Арсеналом» (2:0); он несколько раз ударил Лорана Косельни и повалил его грудью на землю, а затем столкнулся с Габриэлем Паулистой, который якобы попытался ударить его ногой и был удалён, хотя видеозапись, сделанная ESPN Brazil позже, показала, что контакта практически не было. В то время он избежал какого-либо наказания. Его поведение было сочтено «отвратительным» тренером гостей Арсеном Венгером, а товарищ по команде Курт Зума сначала отреагировал, сказав: «Диего очень любит мошенничать», но позже пояснил, что имел в виду, что «Диего Коста — игрок, который оказывает давление на соперников». Как следствие, 21 сентября он был обвинён Футбольной ассоциацией в агрессивном поведении и на следующий день получил трёхматчевую дисквалификацию. Красная карточка Габриэля также была отменена, хотя он получил одноматчевый бан и штраф в размере 10 000 фунтов стерлингов за неподобающее поведение после того, как не сразу покинул поле. После этого инцидента Daily Express написала, что Коста был «назван самым грязным игроком Премьер-лиги».
7 ноября после поражения от «Сток Сити» (0:1) стюард стадиона «Британия» подал заявление судье игры о нападении Косты, которое было рассмотрено без дальнейших действий. В том же месяце нападающий снова участвовал в стычке с игроком «Ливерпуля» Мартином Шкртелом, где он, как оказалось, ударил бутсой в грудь словацкого защитника, но избежал наказания со стороны Футбольной ассоциации. 29 ноября Коста был скамейке запасных в матче против «Тоттенхэма» и бросил свою манишку в направлении тренера Моуринью, когда Рубен Лофтус-Чик был отправлен в игру вместо его. Позже португальский специалист заявил СМИ: «Мне его поведение кажется нормальным. Лучший игрок на скамейке запасных не будет счастлив».

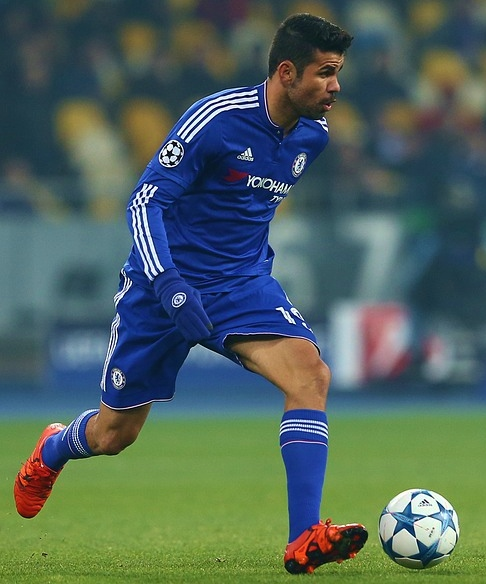
Диего Коста в матче группового этапа Лиги чемпионов 2015/16 против киевского «Динамо» в октябре 2015 года

В декабре 2015 года Диего Коста, Оскар и Сеск Фабрегас стали мишенью болельщиков «Челси» как игроки, чья плохая форма которых привела к увольнению популярного тренера Жозе Моуринью. Коста забил дважды в первой игре под руководством временного сменщика Гуса Хиддинка, домашняя ничья с «Уотфордом» (2:2). Диего, который играл в защитной маске после того, как сломал нос на тренировке, улучшил свою форму под руководством голландца, забив семь раз в первых восьми матчах под новым руководством.
12 марта 2016 года получил свою первую красную карточку в футболке «Челси» в конце четвертьфинального поражения от «Эвертона» (2:0) в Кубке Англии за столкновение с Гаретом Барри. На кадрах видно, как Коста укусил Барри во время этой стычки после столкновения головами. Ранее в матче Диего плюнул в сторону судьи после того, как получил жёлтую карточку за столкновение с Барри. Позже и Коста, и Барри отрицали факт укуса. Двухматчевое наказание нападающего было продлено до трёх, и он был оштрафован на 20 000 фунтов стерлингов. 2 мая, когда «Челси» сыграл вничью с «Тоттенхэмом» (2:2) и лишил их титула, Коста получил удар в глаз от Муссы Дембеле во время массовой драки; бельгиец получил задним числом шестиматчевую дисквалификацию.

#### Сезон 2016/17
15 августа 2016 года Коста забил поздний гол в матче против «Вест Хэм Юнайтед» и принёс «Челси» победу со счётом 2:1 в открытии сезона. Во время матча он врезался в вратаря соперника Адриана на позднем выходе, уже имея жёлтую карточку, но не получил вторую жёлтую и забил гол; Адриан заявил после матча, что ему повезло, что он не получил серьёзной травмы.
15 октября он забил в матче с действующими чемпионами Премьер-лиги «Лестер Сити» (3:0), а 20 ноября Коста стал первым игроком, забившим десять голов за сезон, причём единственный из них в игре с «Мидлсбро». В ноябре 2016 года с двумя голами и двумя результативными передачами за лидирующий в чемпионате «Челси» он во второй раз был признан игроком месяца Премьер-лиги, а его тренер Антонио Конте получил эквивалент. В январе 2017 года Коста поссорился с Конте и был исключён из команды на фоне интереса со стороны китайской Суперлиги. Потенциальный переход в «Тяньцзинь Цюаньцзянь» был сорван из-за того, что лига ограничила количество иностранных игроков в каждой команде. 22 января он вернулся в стартовый состав «синих», открыв счет в победе над «Халл Сити» (2:0), забив свой 52-й гол в 100-м матче. Коста стал лучшим бомбардиром «Челси» с 20 голами, вернув себе титул чемпиона Премьер-лиги. 27 мая он сравнял счёт в финале Кубка Англии 2017 года против «Арсенала» (1:2).

#### Сезон 2017/18
В июне 2017 года Антонио Конте в текстовом сообщении сообщил Косте, что он не входит в его планы на предстоящий сезон и что он может свободно перейти в другую команду. Хотя игрок был связан с потенциальными переходами в такие команды, как «Милан», «Монако» и «Эвертон», он заявил, что готов вернуться только в свою бывшую команду «Атлетико Мадрид». Диего Коста попытался найти юридическое решение через своего адвоката, добиваясь возвращения в Мадрид, и заявил, что «Челси» обращался с ним как с «преступником», требуя высокую трансферную плату за его уход. Он был отстранён от тренировок с первой командой, но был включён в состав команды Премьер-лиги, однако остался вне состава команды в Лиге чемпионов.

### Возвращение в «Атлетико»
21 сентября 2017 года «Челси» объявил, что Диего Коста вернётся в «Атлетико» в начале следующего трансферного окна в январе 2018 года. 26 сентября 2017 года было объявлено, что после прохождения медицинских тестов игрок подписал контракт с испанским клубом. Он был зарегистрирован и получил право играть после 1 января 2018 года из-за трансферного запрета, наложенного на «матрасников».
3 января 2018 года он забил в ответной игре против «Льейды» (4:0) в раунде 1/8 финала Кубка Испании, всего через пять минут после того, как был заменён на Анхеля Корреа на 64-й минуте. Три дня спустя в своей первой ответной игре в лиге он вышел в старте на «Ванда Метрополитано» в победе над «Хетафе» (2:0) и забил второй гол. Однако, уже получив предупреждение за случайный удар локтем по Джене Даконаму, он был предупреждён во второй раз за то, что полез на трибуны праздновать свой гол, за что был удалён. ESPN FC назвал Косту ключевым элементом в возвращении формы Антуана Гризманна, отметив, что «физическое присутствие Косты на позиции центрального нападающего, по понятным причинам, сильно отвлекает защитников соперника. Теперь Гризманн стал играть роль бродячего 10-го номера, имея возможность действовать там, где ему удобнее»; главный тренер «Атлетико» Диего Симеоне назвал трёх игроков «красно-белых» — Диего Косту, Коке и Филипе Луиса, — которые помогли Гризманну проявить себя. Коста забил единственный гол в домашней победе «Атлетико» над «Арсеналом» (1:0) в ответном полуфинальном матче Лиги Европы, который вывел их в финал Лиги Европы УЕФА 2018 года со счётом 2:1 по сумме двух матчей. Он сыграл в финале в Лионе, победив марсельский «Олимпик» со счётом 3:0.
В первом матче «Атлетико» в сезоне 2018/19, Суперкубке УЕФА на стадионе «Лиллекюла» в Эстонии, Коста забил дважды — в том числе за первые 50 секунд — в победе после дополнительного времени над мадридским «Реалом» (4:2). В апреле 2019 года он был дисквалифицирован на 8 матчей за оскорбление судьи. 18 июня 2020 года Коста отметил свой 200-й выход на поле за «красно-белых», выйдя в стартовом матче против «Осасуны» (5:0). Коста забил свой пятый гол в сезоне в домашней победе над «Реал Бетис» (1:0), обеспечив своей команде попадание в четвёрку лучших и квалификацию в Лигу чемпионов следующего сезона. 29 декабря 2020 года Диего Коста и «Атлетико» договорились о расторжении контракта, в результате чего игрок стал свободным агентом.

### «Атлетико Минейро»
14 августа 2021 года Диего Коста перешёл в бразильский клуб «Атлетико Минейро», подписав контракт до декабря 2022 года. 29 августа он забил гол в своём дебюте, выйдя со скамейки запасных во втором тайме и решив исход матча с «Ред Булл Брагантино» (1:1). 16 января 2022 года, сыграв всего 19 матчей и забив 5 голов, нападающий расторг свой контракт и стал свободным агентом.

### «Вулверхэмптон Уондерерс»
12 сентября 2022 года Коста подписал контракт с английским клубом «Вулверхэмптон Уондерерс» до конца сезона. 1 октября футболист дебютировал, появившись на поле на 58-й минуте игры с «Вест Хэм Юнайтед». Диего Коста провел свой 100-й матч в Премьер-лиге 18 февраля 2023 года с «Борнмутом». 4 марта Коста получил травму колена в матче с «Тоттенхэм Хотспур» и покинул поле на носилках.

### «Ботафого»
12 августа 2023 года Диего Коста стал игроком бразильского «Ботафого». Нападающий провел 13 матчей и забил 3 гола в рамках чемпионата за полгода пребывания в клубе.

### «Гремио»
8 февраля 2024 нападающий присоединился к клубу «Гремио».

## Карьера в сборной

### Сборная Бразилии
5 марта 2013 года Диего Коста был вызван главным тренером Луисом Фелипе Сколари в сборную Бразилии на товарищеские матчи с Италией в Женеве и Россией в Лондоне, которые состоялись в конце того же месяца. 21 марта он дебютировал в первом матче, заменив Фреда в середине второго тайма в ничьей 2:2. Четыре дня спустя на «Стэмфорд Бридж» он заменил Кака на последние 12 минут ничьей с Россией (1:1).

### Запрос на смену команды
В сентябре 2013 года Королевская испанская футбольная федерация обратилась в ФИФА с официальным запросом о разрешении вызвать Диего Косту в сборную Испании. В июле он получил испанское гражданство. В настоящее время правила ФИФА разрешают игрокам с более чем одним гражданством представлять вторую страну, если, как урождённый бразилец, он представлял свою первую страну только в товарищеских матчах.
29 октября 2013 года нападающий заявил, что хочет играть за сборную Испании, отправив письмо в Бразильскую конфедерацию футбола. После этой новости Сколари прокомментировал: «Бразильский игрок, который отказывается надеть футболку сборной и выступать на домашнем чемпионате мира, автоматически отсеивается. Он отвернулся от мечты, которую лелеют миллионы бразильцев — представлять нашу национальную команду, сборную „пентакампеонов“ на чемпионате мира, который пройдет в нашей стране. Он кто угодно, но не бразилец».
Главный юрист Федерации футбола Бразилии, Карлос Эуженио Лопес, сказал:
«Вполне очевидно, что он принял своё решение на финансовой основе. Президент Федерации футбола Жозе Мария Марин предоставил мне полномочия обратиться в министерство юстиции, чтобы его лишили бразильского гражданства, от которого он отказался… Теперь он персона нон грата в сборной Бразилии. И наши игроки после этого его сами не примут».

### Сборная Испании

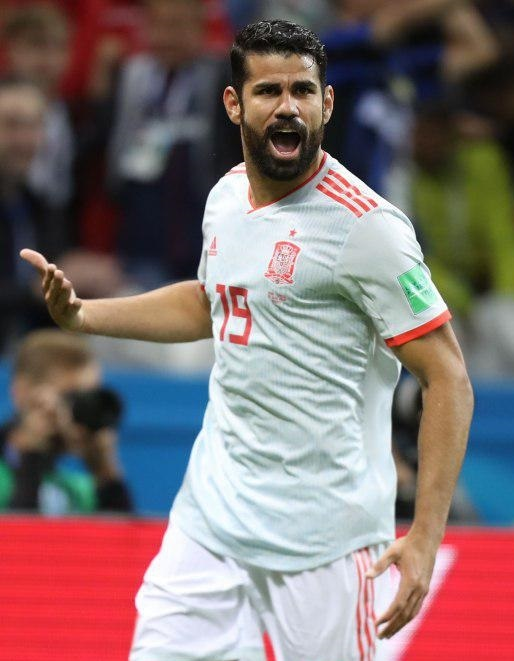
Диего Коста на чемпионате мира 2018 года в России

28 февраля 2014 года главный тренер сборной Испании Висенте дель Боске включил Диего Косту в состав команды на товарищеский матч против сборной Италии. В итоге он дебютировал 5 марта, отыграв все 90 минут на стадионе «Висенте Кальдерон», где хозяева победили 1:0.
Коста был включён в предварительный состав сборной Испании из 30 человек на чемпионат мира 2014 года, а также в окончательный список, который был назван 31 мая. Он вернулся после травмы, из-за которой закончился его клубный сезон, и вышел в старте в разминочном матче против сборной Сальвадора, заработав пенальти в победе 2:0. В первом матче турнира, против сборной Нидерландов, он снова заработал пенальти, допустивший Стефан де Врейем и реализованный Хаби Алонсо при счёте 1:0, но в итоге проиграв 1:5; во время матча его освистывали бразильские болельщики. Затем Коста вышел на поле в матче с сборной Чили (0:2), не оказав особого влияния на игру, так как был заменён на Фернандо Торреса во втором матче подряд, и Испания выбыла из турнира. Он был неиспользованной заменой в третьем матче команды, в котором Исания разгромила Австралию со счётом 3:0.
12 октября 2014 года забил свой первый гол за сборную Испании третьим в отборочном матче Евро-2016 в гостях у сборной Люксембурга (4:0). Он больше не играл за сборную Испании до 5 сентября 2015 года, когда на нём сфолил вратарь сборной Словакии Матуш Козачик, что привело к пенальти, который Андрес Иньеста реализовал. Испания выиграла этот отборочный матч со счётом 2:0 на «Карлос Тартьере» в Овьедо. Его освистали, когда он был заменён на Пако Алькасера в конце матча. Дель Боске защищал Косту от критики, говоря, что он хорошо сыграл против словацкой обороны. Однако он не был включён в окончательный состав команды на турнир.
5 сентября 2016 года Коста забил свои первые международные голы почти за два года, в победе над Лихтенштейном (8:0) на стадионе «Рейно де Леон» в матче открытия квалификации чемпионата мира 2018 года, причём первый гол был забит головой со штрафного удара его бывшего партнёра по команде «Атлетико» Коке. В мае 2018 года Коста был вызван в сборную Испании на чемпионат мира 2018 года. В стартовом матче 15 июня в Сочи он забил два своих первых гола на чемпионате мира и помог Испании сыграть вничью с Португалией (3:3). Пять дней спустя он забил победный гол в матче против сборной Ирана.

## Характеристика игрока

### Стиль игры

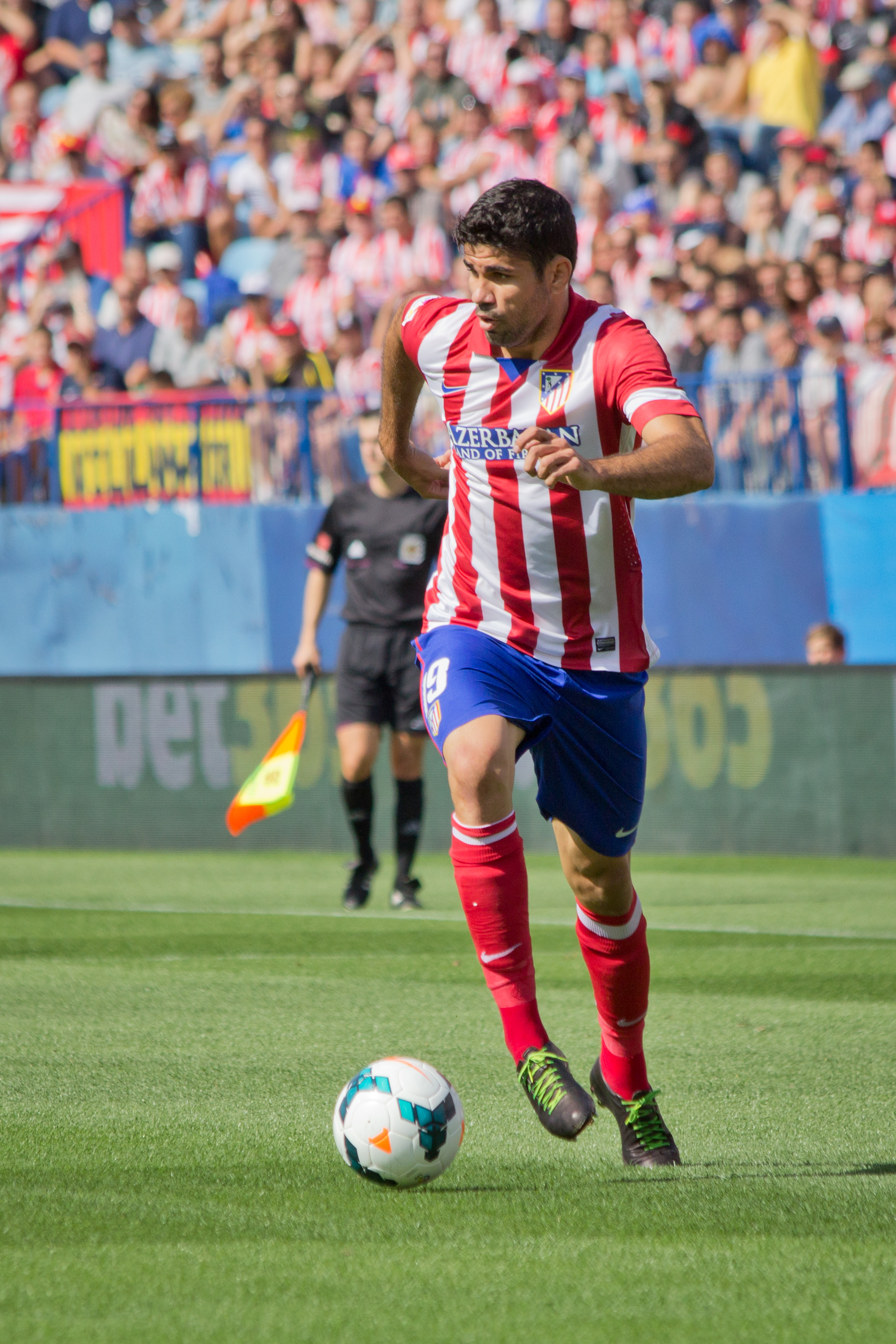
Диего Коста в составе «Атлетико Мадрид», 2013 год

Друзья и родственники вспоминали, что стиль игры Косты мало изменился с течением времени, а его отец рассказывал, что в детстве Диего приходил в ярость, когда его команда проигрывала. Скаут «Атлетико» Хавьер Эрнандес, наблюдая за игрой 17-летнего Косты за «Пенафиел», был впечатлён решительностью и силой молодого нападающего, хотя и обнаружил, что тот не придерживается здорового образа жизни. Главный тренер «Пенафиеля» Руй Бенту, который был в «Спортинге», когда в команду пришёл Криштиану Роналду, оценил Косту как игрока того же уровня, что и португальский нападающий. По словам директора «Атлетико» Хесуса Гарсии Питарча, Диего Коста считается одним из лучших приобретений в его карьере, наряду с Мохамедом Сиссоко, Мирандой и Рикардо Оливейрой.
Находясь в аренде в «Сельте», Коста вызывал сравнения с бывшим египетским нападающим Мидо, который также был известен своим нравом. Во время пребывания в «Альбасете» Диего Коста получил прозвище в честь тореадора Курро Ромеро и тасманского дьявола. Его тренер Хуан Игнасио Мартинес признавал, что нападающий играл как образцовый профессионал на протяжении 89 минут за матч, и только одна минута за матч была его падением. Коста называет Хосе Луиса Мендилибара своим величайшим тренером из-за его отцовской «жёсткой любви», уважения к его талантам и строгой дисциплины, однажды отправив Косту работать на винограднике в качестве наказания.
В начале карьеры в «Атлетико Мадрид» физическая игра Диего Косты использовалась для поддержки Радамеля Фалькао, что обеспечивало более низкий процент забитых мячей. После того как Фалькао был продан в 2013 году, главный тренер Диего Симеоне перестроил атаку вокруг Косты. Симеоне, который, как и Коста, был известен своей конкурентоспособностью и агрессивностью, нашёл способы повысить его дисциплину, сохранив при этом его решительность. В 2014 году его партнёр по клубу Диего Годин назвал Косту «сердцем» команды, отметив, что он «даёт нам всё», а также добавив: «Иногда дела идут не очень хорошо, и он способен открыть игру своей силой и техникой». Ник Доррингтон из Bleacher Report назвал его «таранным нападающим: сильный, быстрый и неутомимый в погоне за мячом», а тренер клуба Симеоне похвалил его работоспособность как «заразительную».
Перед своим дебютом за «Челси» в августе 2014 года Робби Сэвидж, эксперт BBC Sport, назвал Косту «недостающей частью пазла» для «явных фаворитов», которые «могут выиграть титул с отрывом в пять или шесть очков». Он объяснил, что защита «Челси» и так была сильнейшей в лиге, но более низкий процент попадания в ворота стоил им титула. Он похвалил рост и физический стиль игры Диего, который «подходит для Премьер-лиги до основания», играя ту же роль, которую ранее в «Челси» играл Дидье Дрогба, это мнение также высказал лучший бомбардир лиги всех времён Алан Ширер. Косте также приписывают большую способность сохранять мяч, чем любому нападающему «пенсионеров» с тех пор, как Дрогба покинул клуб в 2012 году. В том же году Генри Уинтер из The Telegraph отметил, что Коста «…обладает техникой, силой и резким ускорением, чтобы разрушить оборону».
Габариты, техника и сила Диего Косты в сочетании с его игрой в связке и умением держать мяч спиной к воротам позволяют ему быть эффективным нападающим; кроме того, его постоянное движение и мощный бег на позиции центрального нападающего позволяют ему отвлекать соперников и, в свою очередь, создавать пространство для партнёров по команде. Хотя в начале своей карьеры он был известен как непоследовательный игрок из-за низкого процента забитых голов, позже, по мере развития карьеры, он зарекомендовал себя как хороший завершитель, что вместе с его хладнокровием перед воротами и умением пробивать штрафные, сделало его результативным бомбардиром и даже позволило некоторым экспертам и тренерам считать его одним из лучших нападающих в мире на пике его карьеры. В 2018 году Симеоне похвалил Косту за «энтузиазм» и «агрессию», которые он привносит в «Атлетико Мадрид», а также за его «скорость, решительность и физическую силу».

### Дисциплина и конфликты

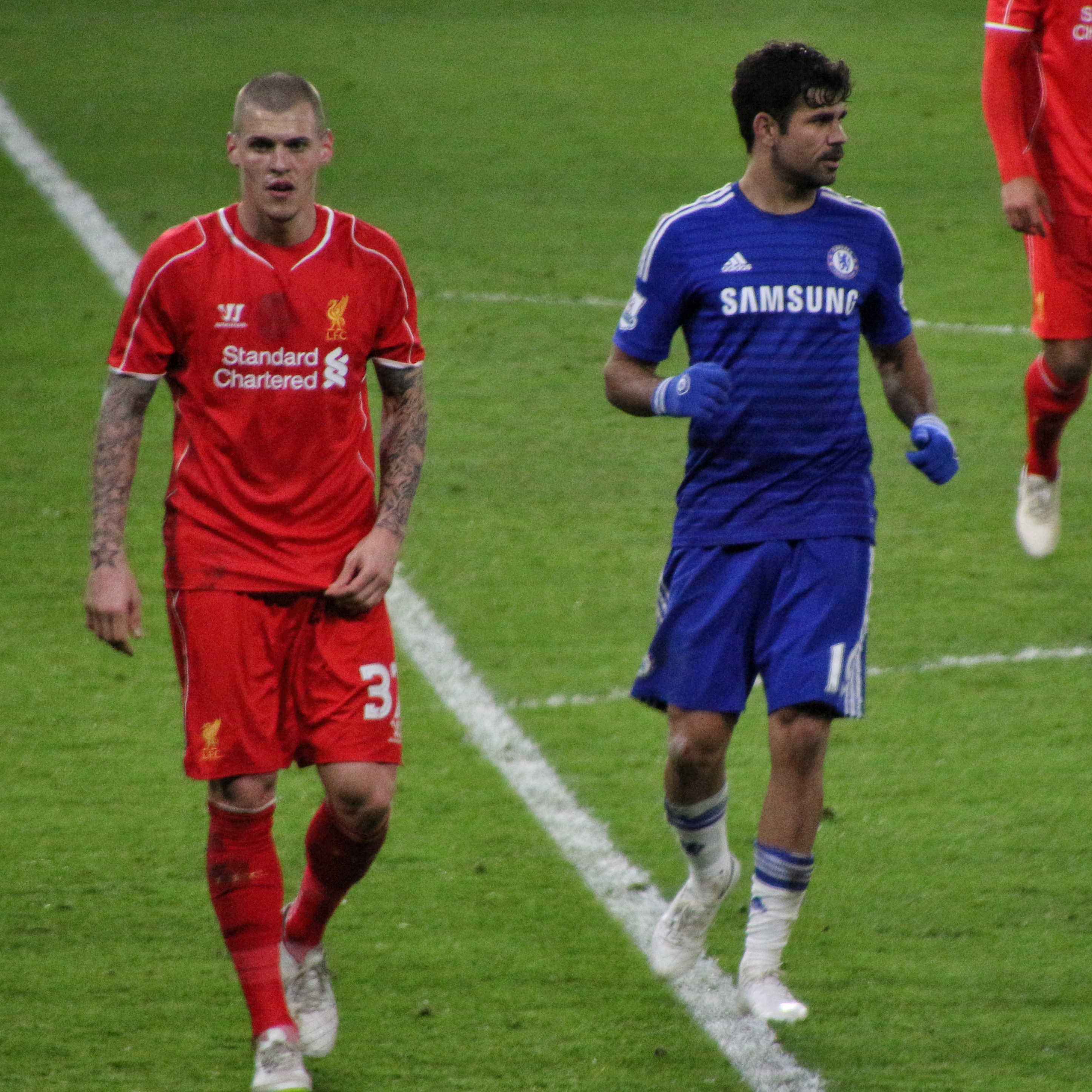
Диего Коста и Мартин Шкртел имели несколько заметных стычек

В своей карьере Диего Коста стал источником множества споров из-за столкновений с соперниками и неоднократно получал обвинения в агрессивном поведении от Футбольной ассоциации Англии. Тренеры соперников также считают, что Коста сам намеренно провоцирует своих оппонентов. Дэнни Мерфи из Match of the Day заявил, что Диего становится мишенью для игроков, которые «заводят его», но он «сохраняет спокойствие» и оправданно дразнит соперников, которые дразнят его. Пэт Невин, бывший нападающий «Челси», считает, что стиль игры Косты может стать причиной «нескольких травм». В августе 2014 года он подвергся критике со стороны главного тренера «Эвертона» Роберто Мартинеса за колкости в адрес игрока «Эвертона» Шеймуса Коулмана после собственного гола, и тот заявил, что Коста должен «понять этику» Премьер-лиги. В октябре 2014 года он сцепился со словаком Мартином Шкртелом в отборочном матче Евро-2016.
В январе 2015 года после двух инцидентов с участием Косты и игроков «Ливерпуля», за которые Диего получил трёхматчевую дисквалификацию от Футбольной ассоциации, главный тренер «Ливерпуля» Брендан Роджерс заявил, что, по его мнению, Коста сфолил на его игроках, когда «он мог легко перепрыгнуть через игрока» и «в этом нет необходимости». Коста описал свой стиль игры как «сильный, но благородный» и опроверг обвинения в том, что он намеренно стремится травмировать соперников.
В конце 2015 года он стал объектом пристального внимания за сравнительно плохое начало своего второго сезона в «Челси» и низкий процент забитых мячей за сборную Испании. Французская газета L’Équipe назвала Диего Косту самым ненавистным футболистом в декабре 2015 года, основываясь на его провокационном и жестоком поведении.

## Статистика выступлений

### Клубная статистика
| Выступление      | Выступление      | Выступление      | Лига | Лига | Кубок страны | Кубок страны | Кубок лиги | Кубок лиги | Еврокубки | Еврокубки | Прочие | Прочие | Итого | Итого |
| Клуб             | Лига             | Сезон            | Игры | Голы | Игры         | Голы         | Игры       | Голы       | Игры      | Голы      | Игры   | Голы   | Игры  | Голы  |
| ---------------- | ---------------- | ---------------- | ---- | ---- | ------------ | ------------ | ---------- | ---------- | --------- | --------- | ------ | ------ | ----- | ----- |
| Пенафиел         | Сегунда          | 2006/07          | 13   | 5    | 1            | 0            | 0          | 0          | 0         | 0         | 0      | 0      | 14    | 5     |
| Пенафиел         | Итого            | Итого            | 13   | 5    | 1            | 0            | 0          | 0          | 0         | 0         | 0      | 0      | 14    | 5     |
| Брага            | Примейра         | 2006/07          | 6    | 0    | 1            | 0            | 0          | 0          | 2         | 1         | 0      | 0      | 9     | 1     |
| Брага            | Итого            | Итого            | 6    | 0    | 1            | 0            | 0          | 0          | 2         | 1         | 0      | 0      | 9     | 1     |
| Сельта           | Сегунда          | 2007/08          | 30   | 6    | 1            | 0            | 0          | 0          | 0         | 0         | 0      | 0      | 31    | 6     |
| Сельта           | Итого            | Итого            | 30   | 6    | 1            | 0            | 0          | 0          | 0         | 0         | 0      | 0      | 31    | 6     |
| Альбасете        | Сегунда          | 2008/09          | 35   | 10   | 1            | 0            | 0          | 0          | 0         | 0         | 0      | 0      | 36    | 10    |
| Альбасете        | Итого            | Итого            | 35   | 10   | 1            | 0            | 0          | 0          | 0         | 0         | 0      | 0      | 36    | 10    |
| Реал Вальядолид  | Примера          | 2009/10          | 34   | 8    | 2            | 1            | 0          | 0          | 0         | 0         | 0      | 0      | 36    | 9     |
| Реал Вальядолид  | Итого            | Итого            | 34   | 8    | 2            | 1            | 0          | 0          | 0         | 0         | 0      | 0      | 36    | 9     |
| Атлетико Мадрид  | Примера          | 2010/11          | 28   | 6    | 5            | 1            | 0          | 0          | 6         | 1         | 0      | 0      | 39    | 8     |
| Атлетико Мадрид  | Итого            | Итого            | 28   | 6    | 5            | 1            | 0          | 0          | 6         | 1         | 0      | 0      | 39    | 8     |
| Райо Вальекано   | Примера          | 2011/12          | 16   | 10   | 0            | 0            | 0          | 0          | 0         | 0         | 0      | 0      | 16    | 10    |
| Райо Вальекано   | Итого            | Итого            | 16   | 10   | 0            | 0            | 0          | 0          | 0         | 0         | 0      | 0      | 16    | 10    |
| Атлетико Мадрид  | Примера          | 2012/13          | 31   | 10   | 8            | 8            | 0          | 0          | 5         | 2         | 0      | 0      | 44    | 20    |
| Атлетико Мадрид  | Примера          | 2013/14          | 35   | 27   | 6            | 1            | 0          | 0          | 9         | 8         | 2      | 0      | 52    | 36    |
| Атлетико Мадрид  | Итого            | Итого            | 66   | 37   | 14           | 9            | 0          | 0          | 14        | 10        | 2      | 0      | 96    | 56    |
| Челси            | Премьер-лига     | 2014/15          | 26   | 20   | 1            | 0            | 3          | 1          | 7         | 0         | 0      | 0      | 37    | 21    |
| Челси            | Премьер-лига     | 2015/16          | 28   | 12   | 4            | 2            | 1          | 0          | 8         | 2         | 0      | 0      | 41    | 16    |
| Челси            | Премьер-лига     | 2016/17          | 35   | 20   | 5            | 2            | 2          | 0          | 0         | 0         | 0      | 0      | 42    | 22    |
| Челси            | Итого            | Итого            | 89   | 52   | 10           | 4            | 6          | 1          | 15        | 2         | 0      | 0      | 120   | 59    |
| Атлетико Мадрид  | Примера          | 2017/18          | 15   | 3    | 3            | 2            | 0          | 0          | 5         | 2         | 0      | 0      | 23    | 7     |
| Атлетико Мадрид  | Примера          | 2018/19          | 16   | 2    | 0            | 0            | 0          | 0          | 5         | 3         | 0      | 0      | 21    | 5     |
| Атлетико Мадрид  | Примера          | 2019/20          | 23   | 5    | 0            | 0            | 0          | 0          | 7         | 0         | 0      | 0      | 30    | 5     |
| Атлетико Мадрид  | Примера          | 2020/21          | 7    | 2    | 0            | 0            | 0          | 0          | 0         | 0         | 0      | 0      | 7     | 2     |
| Атлетико Мадрид  | Итого            | Итого            | 61   | 12   | 3            | 2            | 0          | 0          | 17        | 5         | 0      | 0      | 81    | 19    |
| Всего за карьеру | Всего за карьеру | Всего за карьеру | 378  | 146  | 38           | 17           | 6          | 1          | 54        | 19        | 2      | 0      | 478   | 183   |

### Статистика в сборной
| Сборная          | Сезон            | Товарищеские | Товарищеские | Турниры | Турниры | Всего | Всего |
| Сборная          | Сезон            | Игры         | Голы         | Игры    | Голы    | Игры  | Голы  |
| ---------------- | ---------------- | ------------ | ------------ | ------- | ------- | ----- | ----- |
| Испания          | 2014             | 4            | 0            | 3       | 1       | 7     | 1     |
| Испания          | 2015             | 1            | 0            | 2       | 0       | 3     | 0     |
| Испания          | 2016             | 0            | 0            | 4       | 3       | 4     | 3     |
| Всего за карьеру | Всего за карьеру | 5            | 0            | 9       | 4       | 14    | 4     |

### Матчи и голы за сборную
| Матчи и голы Косты за сборную Испании | Матчи и голы Косты за сборную Испании | Матчи и голы Косты за сборную Испании | Матчи и голы Косты за сборную Испании | Матчи и голы Косты за сборную Испании | Матчи и голы Косты за сборную Испании |
| №                                     | Дата                                  | Оппонент                              | Счёт                                  | Голы Косты                            | Соревнование                          |
| ------------------------------------- | ------------------------------------- | ------------------------------------- | ------------------------------------- | ------------------------------------- | ------------------------------------- |
| 1                                     | 21 марта 2013                         | Италия                                | 2:2                                   | —                                     | Товарищеский матч за Бразилию         |
| 2                                     | 25 марта 2013                         | Россия                                | 1:1                                   | —                                     | Товарищеский матч за Бразилию         |
| 1                                     | 5 марта 2014                          | Италия                                | 1:0                                   | —                                     | Товарищеский матч                     |
| 2                                     | 7 июня 2014                           | Сальвадор                             | 2:1                                   | —                                     | Товарищеский матч                     |
| 3                                     | 13 июня 2014                          | Нидерланды                            | 1:5                                   | —                                     | Финальные матчи ЧМ-2014               |
| 4                                     | 18 июня 2014                          | Чили                                  | 0:2                                   | —                                     | Финальные матчи ЧМ-2014               |
| 5                                     | 4 сентября 2014                       | Франция                               | 0:1                                   | —                                     | Товарищеский матч                     |
| 6                                     | 9 октября 2014                        | Словакия                              | 1:2                                   | —                                     | Отборочные матчи ЧЕ-2016              |
| 7                                     | 12 октября 2014                       | Люксембург                            | 4:0                                   | 1                                     | Отборочные матчи ЧЕ-2016              |
| 8                                     | 5 сентября 2015                       | Словакия                              | 2:0                                   | —                                     | Отборочные матчи ЧЕ-2016              |
| 9                                     | 8 сентября 2015                       | Македония                             | 1:0                                   | —                                     | Отборочные матчи ЧЕ-2016              |
| 10                                    | 13 ноября 2015                        | Англия                                | 2:0                                   | —                                     | Товарищеский матч                     |
| 11                                    | 1 сентября 2016                       | Бельгия                               | 2:0                                   | —                                     | Товарищеский матч                     |
| 12                                    | 5 сентября 2016                       | Лихтенштейн                           | 8:0                                   | 2                                     | Отборочные матчи ЧМ-2018              |
| 13                                    | 6 октября 2016                        | Италия                                | 1:1                                   | —                                     | Отборочные матчи ЧМ-2018              |
| 14                                    | 9 октября 2016                        | Албания                               | 2:0                                   | 1                                     | Отборочные матчи ЧМ-2018              |

Итого: 14 матчей / 4 гола; 9 побед, 1 ничья, 4 поражения.

## Достижения

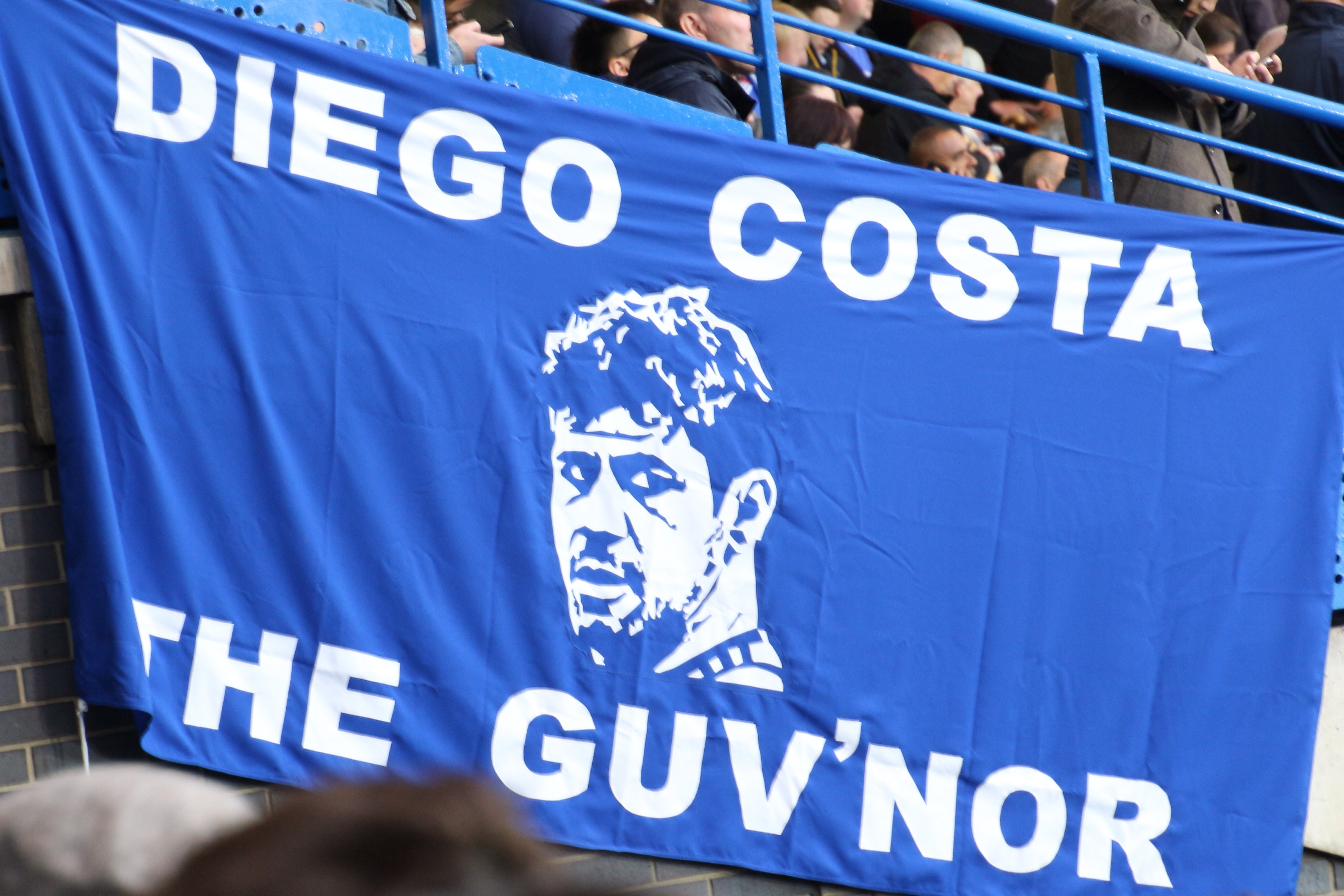
Баннер болельщиков «Челси» в честь Диего Косты, ноябрь 2014 года

### Командные
«Атлетико Мадрид»
- Чемпион Испании (2): 2013/14, 2020/21
- Обладатель Кубка Испании: 2013
- Победитель Лиги Европы УЕФА (2): 2011/12, 2017/18
- Обладатель Суперкубка УЕФА (3): 2010, 2012, 2018

«Челси»
- Чемпион Англии (2): 2014/15, 2016/17
- Обладатель Кубка Футбольной лиги: 2015

«Атлетико Минейро»
- Чемпион Бразилии: 2021
- Обладатель Кубка Бразилии: 2021

### Личные
- Игрок месяца английской Премьер-лиги (2): август 2014, ноябрь 2016
- Игрок месяца Ла Лиги: сентябрь 2013
- Обладатель трофея Сарры: 2013/14
- Лучший бомбардир Кубка Короля: 2013
- Трофей ЕФЕ: 2014
- Команда года по версии ПФА: 2015
- Входит в состав символической сборной Лиги чемпионов УЕФА: 2013/14[214]